# Carterodon sulcidens
Carterodon sulcidens е вид гризач от семейство Бодливи плъхове (Echimyidae).

## Разпространение и местообитание
Този вид е разпространен в Бразилия.
Обитава гористи местности и ливади.

## Описание
Теглото им е около 113,8 g.